# 英戈·魏森博恩
英戈·魏森博恩（德語：Ingo Weißenborn，1963年11月29日—），德国男子击剑运动员。他曾获得1992年夏季奥运会击剑比赛男子花剑团体金牌。他也在1991年世界击剑锦标赛上获得男子花剑个人冠军。